# Philadelphia Warriors 1949-1950
La stagione 1949-50 dei Philadelphia Warriors fu la 4ª nella NBA per la franchigia.
I Philadelphia Warriors arrivarono quarti nella Eastern Division con un record di 26-42. Nei play-off persero la semifinale di division con i Syracuse Nationals (2-0).

## Risultati
| Squadra               | V  | P  | %    | GB |
| --------------------- | -- | -- | ---- | -- |
| Syracuse Nationals    | 51 | 13 | 79,7 | -  |
| New York Knicks       | 40 | 28 | 58,8 | 13 |
| Washington Capitols   | 32 | 36 | 47,1 | 21 |
| Philadelphia Warriors | 26 | 42 | 38,2 | 27 |
| Baltimore Bullets     | 25 | 43 | 36,8 | 28 |
| Boston Celtics        | 22 | 46 | 32,4 | 31 |

## Roster
| N° | Naz.                   | Ruolo | Sportivo        | Anno | Alt. | Peso \|\| |
| -- | ---------------------- | ----- | --------------- | ---- | ---- | --------- |
| 4  | Stati Uniti (bandiera) | G     | Chink Crossin   | 1924 | 185  | 75        |
| 5  | Stati Uniti (bandiera) | G     | Nelson Bobb     | 1924 | 183  | 75        |
| 6  | Stati Uniti (bandiera) | C     | Ron Livingstone | 1925 | 208  | 100       |
| 7  | Stati Uniti (bandiera) | G     | Charlie Parsley | 1925 | 188  | 79        |
| 7  | Stati Uniti (bandiera) | G     | Jerry Rullo     | 1923 | 178  | 75        |
| 8  | Stati Uniti (bandiera) | G     | George Senesky  | 1922 | 188  | 81        |
| 9  | Stati Uniti (bandiera) | GA    | Jerry Fleishman | 1922 | 188  | 86        |
| 10 | Stati Uniti (bandiera) | AC    | Joe Fulks       | 1921 | 196  | 86        |
| 11 | Stati Uniti (bandiera) | GA    | Al Guokas       | 1925 | 196  | 91        |
| 11 | Stati Uniti (bandiera) | GA    | Freddie Lewis   | 1921 | 188  | 88        |
| 11 | Stati Uniti (bandiera) | GA    | Johnny Payak    | 1926 | 193  | 79        |
| 12 | Stati Uniti (bandiera) | AC    | Vern Gardner    | 1925 | 196  | 91        |
| 14 | Stati Uniti (bandiera) | C     | Ed Sadowski     | 1917 | 196  | 109       |
| 15 | Stati Uniti (bandiera) | AC    | Jake Bornheimer | 1927 | 196  | 91        |
| 18 | Stati Uniti (bandiera) | AC    | Leo Mogus       | 1921 | 193  | 86        |
| 19 | Stati Uniti (bandiera) | C     | Jim Nolan       | 1927 | 203  | 95        |
| 19 | Stati Uniti (bandiera) | AC    | Mike Novak      | 1915 | 206  | 99        |

## Staff tecnico
- Allenatore: Eddie Gottlieb
- Vice-allenatore: Harry Litwack